# Deserto polare

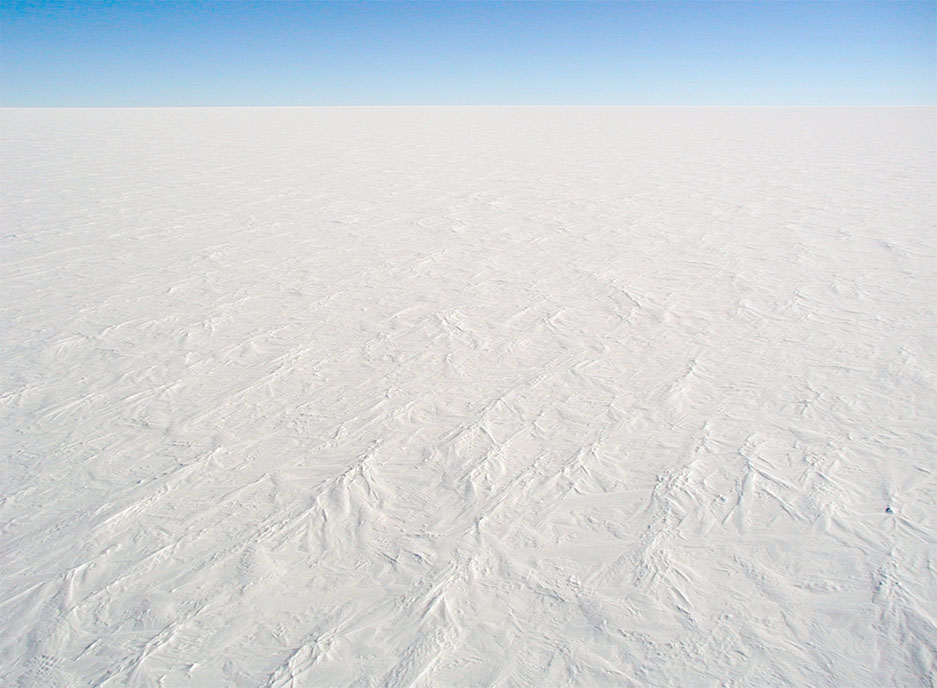
Un deserto polare

I deserti polari, o deserti di ghiaccio, identificati come regioni con un clima di calotta glaciale secondo la classificazione Köppen, costituiscono un ecosistema unico ai poli della Terra. Nonostante le basse precipitazioni che li classificano comunemente come deserti, si differenziano dai deserti tradizionali a causa delle loro temperature annuali estremamente basse e dell'evapotraspirazione limitata. La maggior parte di questi deserti è caratterizzata da vaste estensioni di lastre di ghiaccio, campi di ghiaccio o calotte di ghiaccio. Questi ambienti estremi presentano una morfologia del terreno peculiare, dando luogo a un paesaggio unico e spesso inesplorato. L'adattamento biologico a queste condizioni climatiche estreme è un fenomeno interessante da esplorare, mentre le implicazioni climatiche di tali regioni polari sono di rilevanza cruciale per comprendere i cambiamenti globali in atto.

## Descrizione

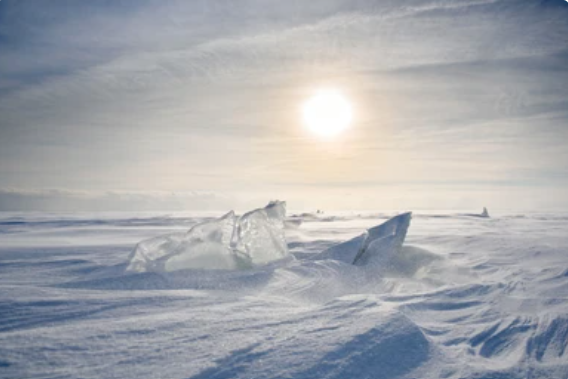
La vastità di un deserto polare

Questi ambienti, insieme alla tundra artica, formano i due biomi polari che si estendono dall'Antartico nell'emisfero australe all'Artico nell'emisfero boreale, coprendo vaste aree dell'Antartide e del Nord America, Europa e Asia. Nonostante l'apparente ostilità di questo ambiente, vi è evidenza di vita sotto forma di organismi unicellulari, strettamente correlati ai cianobatteri, che si sono adattati a prosperare nelle condizioni estreme di questi deserti polari. Questi ambienti, apparentemente sterili con strati permanenti di ghiaccio e pianeggianti, presentano, tuttavia, sedimenti che contengono sostanze organiche e inorganiche, fornendo un habitat per i microrganismi capaci di assorbire l'anidride carbonica dall'acqua di fusione.

## Variabili

Effetti delle precipitazioni e della traspirazione sul clima

Le dinamiche termiche nei deserti polari rivestono un ruolo fondamentale nell'analisi di questi ecosistemi estremi, caratterizzati da variazioni di temperatura spesso al di sotto del punto di congelamento dell'acqua, generando cicli di "gelo-disgelo". Questi cicli nel tempo conducono alla formazione di complesse strutture nel terreno, creando intricate trame di ghiaccio e neve, alcune delle quali possono raggiungere altezze notevoli, fino a 5 metri, definendo un paesaggio unico. Sebbene l'Antartide, con la sua estesa copertura di ghiaccio, sia comunemente classificata come deserto polare, è interessante notare che alcune valli secche dell'Antartide di McMurdo, prive di ghiaccio a causa del vento catabatico, non sono automaticamente categorizzate come deserti polari. Questa distinzione sottolinea la complessità della definizione di deserti polari e evidenzia la diversità di condizioni presenti all'interno di queste regioni apparentemente omogenee. Le variazioni di temperatura, attraversando spesso il punto di congelamento dell'acqua, plasmano il terreno con trame di ghiaccio, e mentre la maggior parte dell'Antartide costituisce un deserto polare, le valli secche di McMurdo sottolineano la complessità delle condizioni, nonostante la mancanza di ghiaccio da migliaia di anni a causa del vento catabatico.

## Implicazioni climatiche e ambientali
Le preoccupazioni degli scienziati del clima nei confronti dei deserti polari si focalizzano sull'impatto del riscaldamento globale su questi biomi unici. L'aumento delle temperature potrebbe scatenare una serie di cambiamenti sostanziali nelle dinamiche degli ecosistemi polari, con conseguenze che potrebbero estendersi su scala mondiale. Le alterazioni climatiche potrebbero influire direttamente sulla stabilità delle calotte di ghiaccio, con potenziali effetti sui livelli del mare. Inoltre, il riscaldamento potrebbe influenzare la distribuzione della fauna e della flora adattate a queste condizioni estreme, mettendo a rischio la biodiversità unica dei deserti polari. La fragilità intrinseca di questi ambienti sottolinea l'importanza di una sorveglianza attenta e di una gestione oculata. L'analisi degli effetti del cambiamento climatico su questi deserti polari richiede una prospettiva globale, considerando le interconnessioni delicate tra i sistemi ambientali e il loro impatto potenziale sulla sfera climatica mondiale.